# چارلز گرین
چارلز گرین (انگلیسی: Charles Greene؛ زادهٔ ۲۱ مارس ۱۹۴۵ – ۱۴ مارس ۲۰۲۲) دونده اهل ایالات متحده آمریکا بود.